# Amphisbaena mitchelli
Amphisbaena mitchelli, popularmente chamada cobra-de-duas-cabeças, é uma espécie de anfisbênia da família dos anfisbenídeos (Amphisbaenidae), endêmica do Brasil. Foi descrita por Joan Beauchamp Procter em 1923.

## Eponímia
O epíteto específico mitchelli homenageia Sir Peter Chalmers Mitchell (1864–1945), jornalista e zoólogo britânico.

## Descrição
Espécie de porte médio para Amphisbaena (com 145 milímetros), apresentando de 211 a 220 anéis corporais principais e de 28 a 29 anéis caudais até a constrição de autotomia. Possui duas glândulas pré-cloacais ovais e três supralabiais e três infralabiais. Exemplares preservados exibem coloração dorsal uniformemente castanha escura, com ventre ligeiramente mais claro.

## Distribuição e habitat
Amphisbaena mitchelli é endêmica do Brasil. A localidade-tipo é a ilha de Marajó, no município de Belém, no Pará. Outras ocorrências no Pará incluem Ananindeua, Barcarena, Belterra, Colônia Nova, Curionópolis, Floresta Nacional de Carajás, Jaruá, Marabá, Melgaço, Ourém, Paragominas, Parauapebas, Peixe-Boi, Santa Luzia, Santo Antônio do Tauá e Viseu. Houve registro adicional em áreas de transição Amazônia–Cerrado no Maranhão, em Paruá e Puraquéu, em Igarapé do Meio.

## Biologia e ecologia
Amphisbaena mitchelli é uma espécie fossorial e de hábitos subterrâneos, que se alimenta presumivelmente de invertebrados do solo. Estudos morfológicos indicam semelhanças entre A. mitchelli e A. miringoera, sugerindo convergência morfológica. Uma checklist global confirma a validade taxonômica da espécie. No Parque Estadual do Utinga, registros históricos mostraram variação na diversidade reptiliana incluindo esta espécie. Levantamentos em Barcarena, no Pará, confirmaram a presença de A. mitchelli no norte do estado. É ovípara, com postura de ovos diretamente no solo durante a estação chuvosa.

## Conservação
A União Internacional para a Conservação da Natureza (UICN) classifica Amphisbaena kraoh como Pouco Preocupante (LC), pois ocorre numa ampla área (132 870,7 quilômetros quadrados). Habita ambientes antropizados. Apesar de sofrer pressão da conversão de sua área natural em grandes áreas de pastagens e monocultura, não há evidências de que esteja em risco. Em 2018, foi classificada como Pouco Preocupante (LC) no Livro Vermelho da Fauna Brasileira Ameaçada de Extinção do Instituto Chico Mendes de Conservação da Biodiversidade (ICMBio).